# Ортакьойско македонско благотворително братство
Ортакьойското македонско благотворително братство е организация на бежанците от областта Македония, установили се в Ортакьой.

## История
На 19 юли 1925 година на общо събрание е избрано настоятелство в състав Димитър Петров (председател), Тръпко Карапалев (подпредседател), Вангел Георгиев (секретар), Христо Тошков (касиер) и съветници Климе Николов, Христо Чичев и Костадин Андреев. На 15 ноември е гласуван нов секретар на братството Антон Попхристов, който замества изселилия се от града Вангел Георгиев.